# Frankie Laine
Frankie Laine (Frank Paul LoVecchio) (født 30. marts 1913, død 6. februar 2007) er én af de mest succesfulde og indflydelsesrige amerikanske sangere gennem det meste af det 20. århundrede. I sin karriere har han indsunget en lang række af hits og har på verdensplan solgt mere end 250 millioner plader. Han er kendt under kunstnernavnene Mr. Rhythm, Old Leather Lungs og Old Man Jazz. Han har været gift to gange, første gang fra 1950-1993 og igen fra 1999, da han havde rundet 86 år.